# Thorichthys
Thorichthys – rodzaj słodkowodnych ryb okoniokształtnych z rodziny pielęgnicowatych (Cichlidae). Z wyjątkiem Thorichthys callolepis gatunki zaliczane do tego rodzaju charakteryzują się obecnością na wieczku skrzelowym czarnej plamy imitującej oko.

## Występowanie
Meksyk i Ameryka Centralna.

## Klasyfikacja
Gatunki zaliczane do tego rodzaju:
- Thorichthys affinis (Günther, 1862)
- Thorichthys aureus (Günther, 1862)
- Thorichthys callolepis (Regan, 1904)
- Thorichthys helleri (Steindachner, 1864)
- Thorichthys maculipinnis (Steindachner, 1864)
- Thorichthys meeki Brind, 1918 – pielęgnica Meeka[4]
- Thorichthys panchovillai Del Moral-Flores, López-Segovia & Hernández-Arellano, 2017
- Thorichthys pasionis (Rivas, 1962)
- Thorichthys socolofi (Miller & Taylor, 1984)

Gatunkiem typowym rodzaju jest Thorichthys maculipinnis.

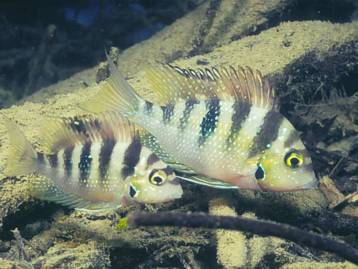
Thorichthys helleri
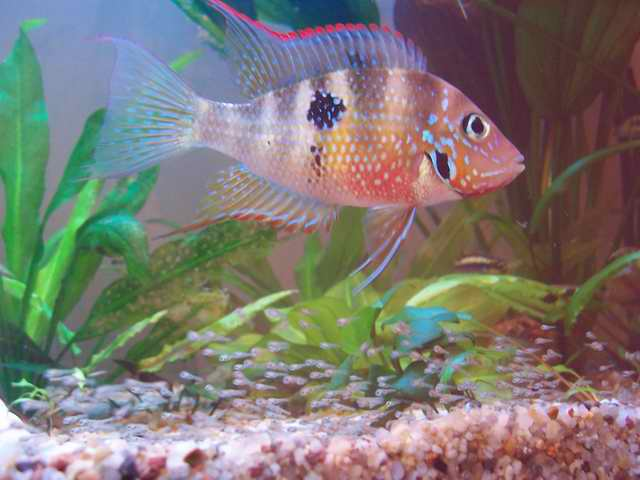
Thorichthys maculipinnis